# مورچه ولنتاین افغانی
مورچه ولنتاین افغانی (نام علمی: Crematogaster afghanica) نام یک گونه از سرده مورچه ولنتاین است. این گونه در ایران و افغانستان یافت می‌شود.